# Robert Korólczyk
Robert Korólczyk (ur. 17 września 1976 w Rybniku) – polski artysta kabaretowy i prezenter telewizyjny.

## Życiorys
Współtwórca Kabaretu Młodych Panów. Wcześniej występował w kabaretach DuDu i Nic. Jako solista wykreował m.in. postać górala Józka Gąsienicy. Dyrektor artystyczny Rybnickiej Jesieni Kabaretowej „Ryjek”.
Prowadził imprezy kabaretowe, m.in. Larmo i Świrek. W latach 2007–2008 prowadził teleturniej Czy jesteś mądrzejszy od 5-klasisty? telewizji Puls. W 2015 roku z Ewą Błachnio i Mariuszem Kałamagą zaczął współprowadzić audycję Poliż temat w radiu RMF FM. W 2018 został gospodarzem programu Gwiazdy kabaretu w TV4.

## Życie prywatne
Żonaty, ma syna Macieja.